# Leptacis orchymonti
Leptacis orchymonti är en stekelart som först beskrevs av Debauche 1947.  Leptacis orchymonti ingår i släktet Leptacis och familjen gallmyggesteklar. Arten är reproducerande i Sverige. Inga underarter finns listade i Catalogue of Life.